# Éva Jouan
Marie-Évangeline-Prudence Jouan, dite Éva Jouan, est une poétesse et botaniste française, née au Palais sur l'île de Belle-Île-en-Mer le 17 avril 1857, et morte le 10 février 1910 dans la même commune.

## Biographie
Fille du poète et libraire Mathurin Jouan, Éva Jouan nait au 9 de l'actuelle avenue Carnot au Palais, sur l'île de Belle-Île-en-Mer le 17 avril 1857.
Elle surnomme son île « la bien nommée » dans l'un des poèmes, Belle-Isle, de son recueil De la grève, publié en 1896.
Son père l'ayant initiée à la botanique, elle transmet au botaniste Émile Gadeceau ses connaissances botaniques sur son île natale, lorsque ce dernier écrit son Essai de géographie botanique sur Belle-Ile-en-mer, publié en 1903 dans les Mémoires de la Société nationale des Sciences naturelles et mathématiques de Cherbourg.
En 1907, elle écrit Le Tour de Belle-Isle en quatre jours. L'ouvrage raconte une randonnée de quatre jours pour faire le tour de Belle-Île, qui correspond en grande partie à l'itinéraire de l'actuel sentier de grande randonnée GR 340.
Elle meurt au Palais le 10 février 1910. Le maire de la commune, Louis Serre, fait un discours lors de ses funérailles. Son mari, Pierre Couraud, qui commande la manutention militaire de Belle-Île, lui survit; il meurt le 14 novembre 1940.

## Prix et distinctions
Son roman Qu'importe lui permet de remporter en 1895 le premier prix de la Société académique de la Loire Inférieure.
Son poème « Les Fleurs d'amour », publié en 1896 dans la Revue littéraire de Toulouse, lui vaut le deuxième prix de la deuxième division de la première section, dédiée à la poésie, du seizième grand concours littéraire et musical annuel de l'Académie Clémence-Isaure de Toulouse.
Le journal La Pomme lui attribue en 1909 une médaille de vermeil pour son poème « Belle-Île ».

## Postérité
Au Palais, la rive Éva Jouan porte son nom. Son alguier fait l'objet d'une exposition pour le centenaire de sa mort.

## Œuvres

### Poésie

#### Recueils
- Avec Mathurin Jouan, Mes rêveries, échos des grèves. Poésies avec préface de J. Louwych, Paris, Watelet, s.d., 190 p.[15]
- De la Grève, poésies, Nantes, impr. de L. Mellinet, 1896[16]

#### Quelques poèmes
- « Déjà ! », « Printemps éternel », « La vieille Église », « Le Moulin », « À la dérive », « Caprice », « Autrefois », dans Annales de la Société royale académique de Nantes et du département de la Loire-Inférieure, 1895, p. 114-129[17]
- « Les Fleurs d'amour », Revue littéraire de Toulouse, 1896, p. 6, lire en ligne sur Gallica
- « Le joli Rêve », « Belle-Isle », « Éphémères bonheurs », « Le vieil Escalier », « Ritournelle », « Les Fleurs d'amour », « Berceuse », « La Mère », « Amour tardif », « La dernière Larme », « Les deux Amours », « Les cloches », « Réponse », Annales de la Société royale académique de Nantes et du département de la Loire-Inférieure, 1896, p. 119-136[18]
- « Porte-bonheur », « L'Éveil », « Contrastes », « Une chevauchée », « Sous les roses », « Dernier vœu », « La seule Fidèle », « La Vie », « Vieil air », « Dernier vestige », « Tableau », Annales de la Société royale académique de Nantes et du département de la Loire-Inférieure, 1897, p. 64-77[19]
- « Résurrection ! », « Sous les feuilles », « Pour les pauvres ouvrons la porte », « Dans un vieux livre », « Marée basse », « Les Papillons », Annales de la Société royale académique de Nantes et du département de la Loire-Inférieure, 1901, p. 37-45[20]
- « Le vieil Escalier », La Sylphide, 1901, p. 7, lire en ligne sur Gallica
- « La plus belle Fleur », La Sylphide, 1901, p. 228-229, lire en ligne sur Gallica
- « Bébé », « L'ombre de René », « Devant l'âtre », « La retenue », « Une équipée », « Petite chaise, grand fauteuil », Annales de la Société royale académique de Nantes et du département de la Loire-Inférieure, 1904, p. 150-157[21]
- « Invocation », « Le Nid », « Encore le Nid », « Au Ciel ! », « Quelle douleur ? », « Contraste », Annales de la Société royale académique de Nantes et du département de la Loire-Inférieure, 1908, p. 204-207[22]
- « À Élisa Mercœur », Annales de la Société royale académique de Nantes et du département de la Loire-Inférieure, 1909, p. 50-51, lire en ligne sur Gallica

### Romans et nouvelles
- La Petite Nell, Limoges, éd. E. Ardant, 1901[23]
- Téméraires ambitions (avec Jeanne France), Limoges, éd. E. Ardant, [1901]
- Au bord de l'Océan, Limoges, éd. E. Ardant, 1902[24]
- La Meilleure Part, Limoges, éd. E. Ardant, 1903, lire en ligne sur Gallica
- L’Abandonnée, Paris, Bonne Presse, 1911    (Wikisource)

### Écrits sur Belle-Île-en-Mer
- Le Tour de Belle-Isle en quatre jours, sans lieu ni éditeur ni date, vers 1907 ; publié sous le titre Le Tour de Belle-Isle    (Wikisource) dans les Annales de la société académique de Nantes et de la Loire-Inférieure, p. 200-230, et en 1908 à Nantes, imprimerie C. Mellinet (réimpression anastatique par Jean Maurice Vinet à l'Imprimerie belliloise en 1985) ; réédition sous le titre Le Tour de Belle-Île en quatre journées, photographies d'Éric Chaplain, Cressé, Éditions des régionalismes, 2016 ; réédition sous le titre Le Tour de Belle-Isle-en-Mer en quatre journées, Belle-Île-en-Mer, Jadis éditions, 2021
- Trois mois à Belle-Isle-en-mer, journal d'une jeune fille, Limoges, Librairie nationale d'éducation et de récréation, 1910[25] ; réédition en 2017, Cressé, Éditions des régionalismes.

### Édition d'une correspondance
- Correspondance du citoyen Bajolet faisant fonctions d'administrateur de la Marine sous la Révolution à Belle-Isle-en-mer (1793-1796), Nantes, imprimerie de Biroché et Dautais, 1910